# Trithemis monardi
Trithemis monardi là một loài chuồn chuồn ngô thuộc họ Libellulidae. Nó được tìm thấy ở Angola, Bénin, Botswana, Burkina Faso, Cameroon, Cộng hòa Trung Phi, Cộng hòa Dân chủ Congo, Bờ Biển Ngà, Ethiopia, Gabon, Gambia, Ghana, Kenya, Malawi, Mali, Mozambique, Namibia, Nigeria, Sierra Leone, Uganda, Zambia, và Zimbabwe. Các môi trường sống tự nhiên của chúng là các khu rừng ẩm ướt đất thấp nhiệt đới hoặc cận nhiệt đới, vùng đất có cây bụi nhiệt đới hoặc cận nhiệt đới, vùng cây bụi ẩm khu vực nhiệt đới hoặc cận nhiệt đới, sông, đầm lầy, đầm nước ngọt, và đầm nước ngọt có nước theo mùa.